# Mosul Sulci
I Mosul Sulci sono una struttura geologica della superficie di Encelado.